# Tuvsäv
Tuvsäv (Trichophorum cespitosum) är en växtart i familjen halvgräs.